# Championnats d'Europe de lutte 2013
Navigation
Édition précédente Édition suivante
Les Championnats d'Europe de lutte 2013 se sont déroulés du 19 mars 2013 au 24 mars 2013 à Tbilissi, en Géorgie.

## Podiums

### Hommes

#### Lutte libre
| Épreuves | Or                    | Argent              | Bronze                                  |
| -------- | --------------------- | ------------------- | --------------------------------------- |
| 55 kg    | Giorgi Edisherashvili | Uladzislau Andreyeu | Sezar Akgül Yaşar Əliyev                |
| 60 kg    | Opan Sat              | Vladimir Dubov      | Vladimer Khinchegashvili Tim Schleicher |
| 66 kg    | David Safaryan        | Yakup Gör           | Aliaksandr Kantoyeu Ilyas Bekbulatov    |
| 74 kg    | Aniuar Geduev         | Gábor Hatos         | Hiya Chykhladze Leonid Bazan            |
| 84 kg    | Dato Marsagishvili    | Musa Murtazaliev    | Ibrahim Aldatov Anzor Urishev           |
| 96 kg    | Pavlo Oliynyk         | Kamil Skaskiewicz   | Lyuben Borisov Iliev Vladislav Baytsaev |
| 120 kg   | Taha Akgül            | Alen Zasyeyev       | Camaləddin Maqomedov Geno Petriashvili  |

#### Lutte gréco-romaine
| Épreuves | Or               | Argent              | Bronze                                |
| -------- | ---------------- | ------------------- | ------------------------------------- |
| 55 kg    | Elbek Tazhyieu   | Elchin Aliyev       | Bekkhan Mankiev Fatih Üçüncü          |
| 60 kg    | Ivo Angelov      | Ivan Kuylakov       | Kamran Mammadov István Lévai          |
| 66 kg    | Tamás Lőrincz    | Adam Kurak          | Artak Margaryan Həsən Əliyev          |
| 74 kg    | Roman Vlasov     | Zurabi Datunashvili | Božo Starčević Yavor Yanakiev         |
| 84 kg    | Aleksey Mishin   | Vladimer Gegeshidze | Artur Shahinyan Nenad Žugaj           |
| 96 kg    | Artur Aleksanyan | Vladislav Metodiev  | Mélonin Noumonvi Cenk İldem           |
| 120 kg   | Riza Kayaalp     | Yevhen Orlov        | Vachik Yeghiazaryan Guram Pherselidze |

### Femmes

#### Lutte libre
| Épreuves | Or                    | Argent              | Bronze                                  |
| -------- | --------------------- | ------------------- | --------------------------------------- |
| 48 kg    | Valeriya Chepsarakova | Yana Stadnik        | Jaqueline Schellin Patimat Bagomedova   |
| 51 kg    | Roksana Zasina        | Estera Dobre        | Ekatarina Krasnova Yuliya Blahinya      |
| 55 kg    | Sofia Mattsson        | María Prevolaráki   | Iryna Husyak Emese Barka                |
| 59 kg    | Anastasiya Huchok     | Zhargalma Tcyrenova | Tetyana Lavrenchuk Hafize Şahin         |
| 63 kg    | Anastasija Grigorjeva | Monika Michalik     | Hanna Beliayeva Hanna Vasylenko         |
| 67 kg    | Alina Stadnyk         | Ilana Kratysh       | Aline Focken Svetlana Babushkina        |
| 72 kg    | Natalia Vorobieva     | Maider Unda         | Vasilisa Marzaliuk Kateryna Burmistrova |

## Tableau des médailles
| Rang  | Nation      | Or | Argent | Bronze | Total |
| ----- | ----------- | -- | ------ | ------ | ----- |
| 1     | Russie      | 6  | 3      | 6      | 15    |
| 2     | Ukraine     | 2  | 2      | 7      | 11    |
| 3     | Géorgie     | 2  | 2      | 3      | 7     |
| 4     | Turquie     | 2  | 1      | 4      | 7     |
| 5     | Arménie     | 2  | 1      | 2      | 5     |
| 5     | Biélorussie | 2  | 1      | 2      | 5     |
| 7     | Bulgarie    | 1  | 2      | 3      | 6     |
| 8     | Pologne     | 1  | 2      | 0      | 3     |
| 9     | Hongrie     | 1  | 1      | 1      | 3     |
| 10    | Lettonie    | 1  | 0      | 0      | 1     |
| 10    | Suède       | 1  | 0      | 0      | 1     |
| 12    | Azerbaïdjan | 0  | 1      | 6      | 7     |
| 13    | Grèce       | 0  | 1      | 0      | 1     |
| 13    | Israël      | 0  | 1      | 0      | 1     |
| 13    | Roumanie    | 0  | 1      | 0      | 1     |
| 13    | Espagne     | 0  | 1      | 0      | 1     |
| 13    | Royaume-Uni | 0  | 1      | 0      | 1     |
| 18    | Allemagne   | 0  | 0      | 3      | 3     |
| 19    | Croatie     | 0  | 0      | 2      | 2     |
| 19    | France      | 0  | 0      | 2      | 2     |
| 21    | Slovaquie   | 0  | 0      | 1      | 1     |
| Total | Total       | 21 | 21     | 42     | 84    |

## Engagés français
- Libre
  - Zoheir El Ouarraqe ( - 55 kg) - 8e
  - Maxime Fiquet ( - 66 kg)
  - Luca Lampis ( - 74 kg)
- Gréco-romaine
  - Artak Margaryan ( - 66 kg) -  3e
  - Steeve Guenot ( - 74 kg)
  - Samba Diong ( - 84 kg)
  - Mélonin Noumonvi ( - 96 kg) -  3e
- Féminine
  - Mélanie Lesaffre ( - 48 kg)
  - Isabelle Ladeveze ( - 51 kg) - 8e
  - Aurélie Basset ( - 55 kg)